# Сикоцу
Сикоцу (яп. 支笏湖) — кратерное озеро в Японии, расположенное на территории национального парка Сикоцу-Тоя в юго-западной части острова Хоккайдо.

## Описание

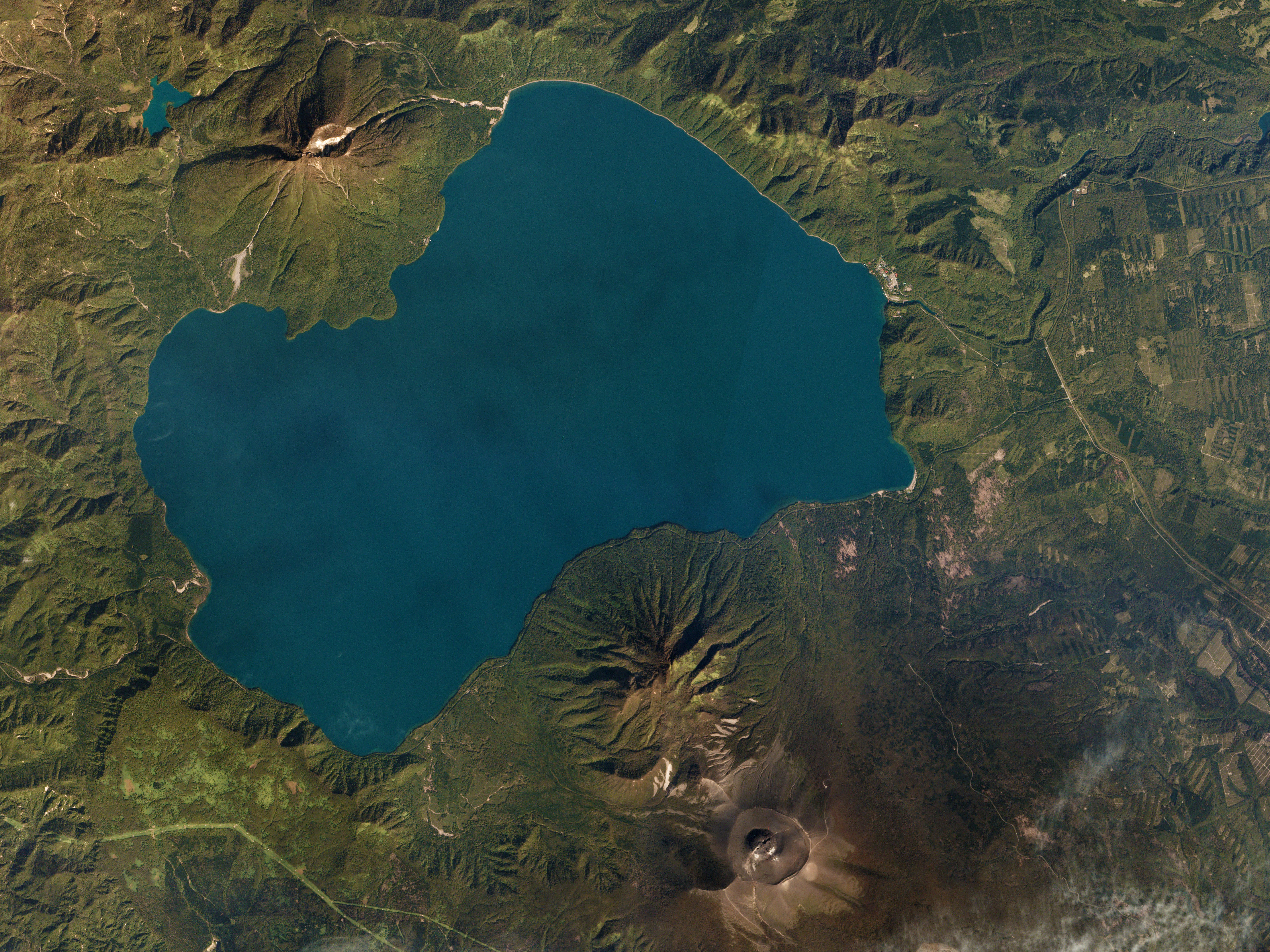
Спутниковый снимок озера от 2 октября 2016 года.

Сикоцу лежит на высоте 248 метров над уровнем моря. Это восьмое по величине озеро в Японии, имеет площадь 78,76 км². Глубина озера достигает 363 метров, средняя глубина равна 265,4 метра; озеро является вторым по глубине в Японии. Длина береговой линии озера — 40 км.
В озеро впадают четыре речки — Окотампе, Френай, Нинал, Бифуэ. Из озера вытекает река Титосе (приток Исикари). Вблизи озера находятся вулканы Энива и Тарумаэ. На северном берегу озера лежит деревня Хоробинай, на восточном — селения Мораппу и Кохан.
Сикоцу — одно из самых северных озёр Японии, незамерзающих зимой.
Название озера Сикоцу происходит от айнского слова «щикот», что означает «большая впадина».
Сикоцу — популярный туристический объект на Хоккайдо.

## Галерея

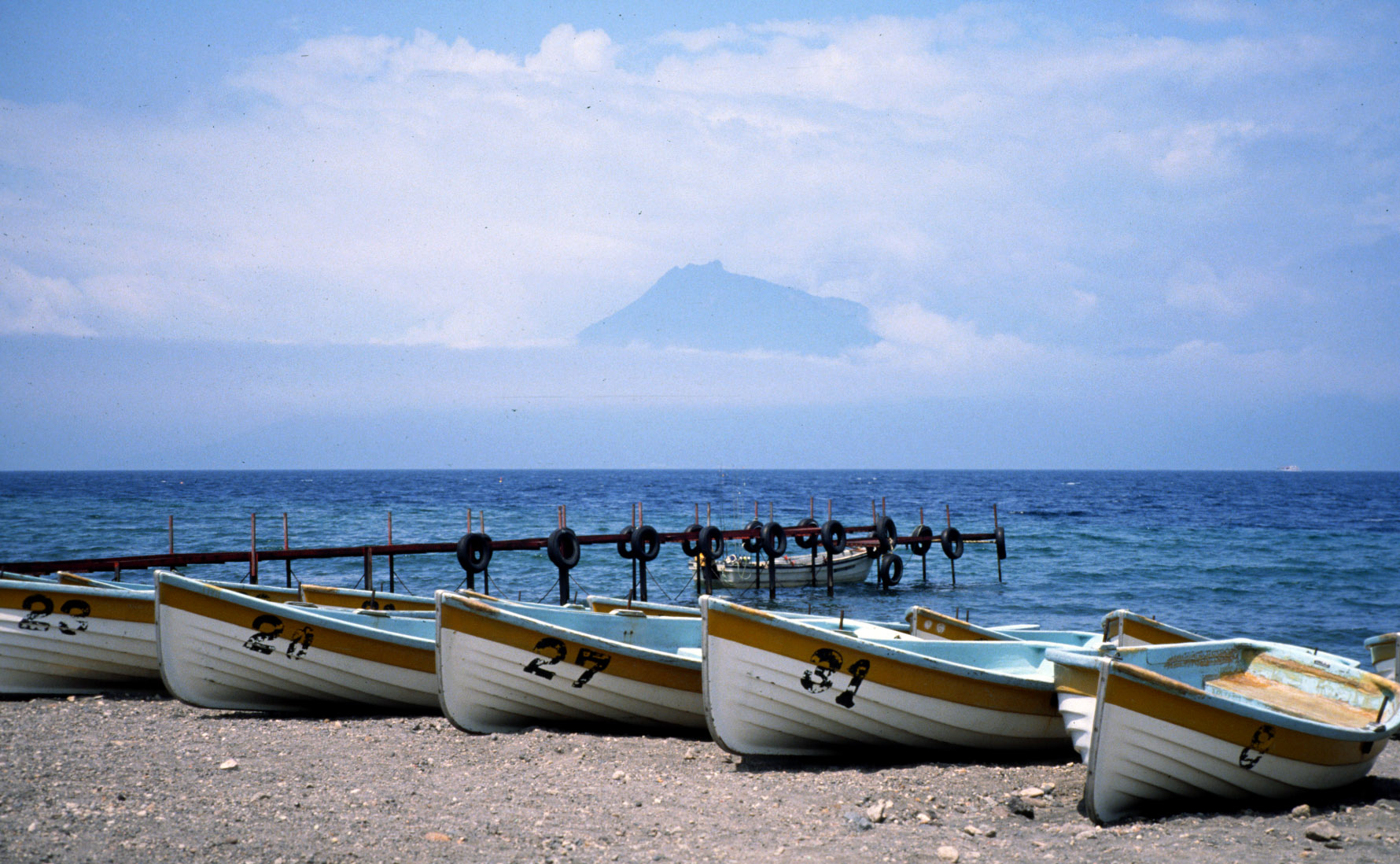
Лодки на берегу озера
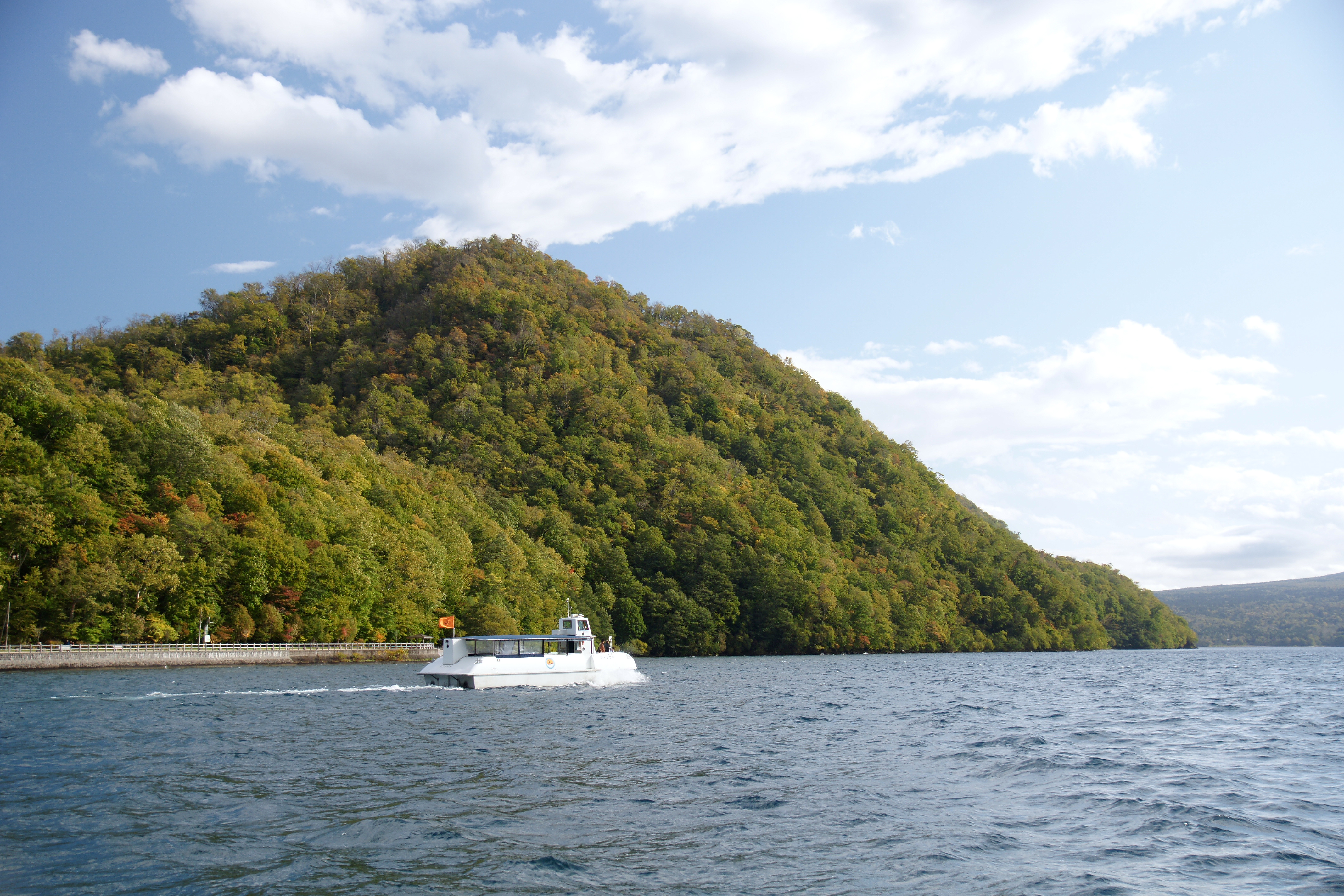
Прибрежная гора Мораппу
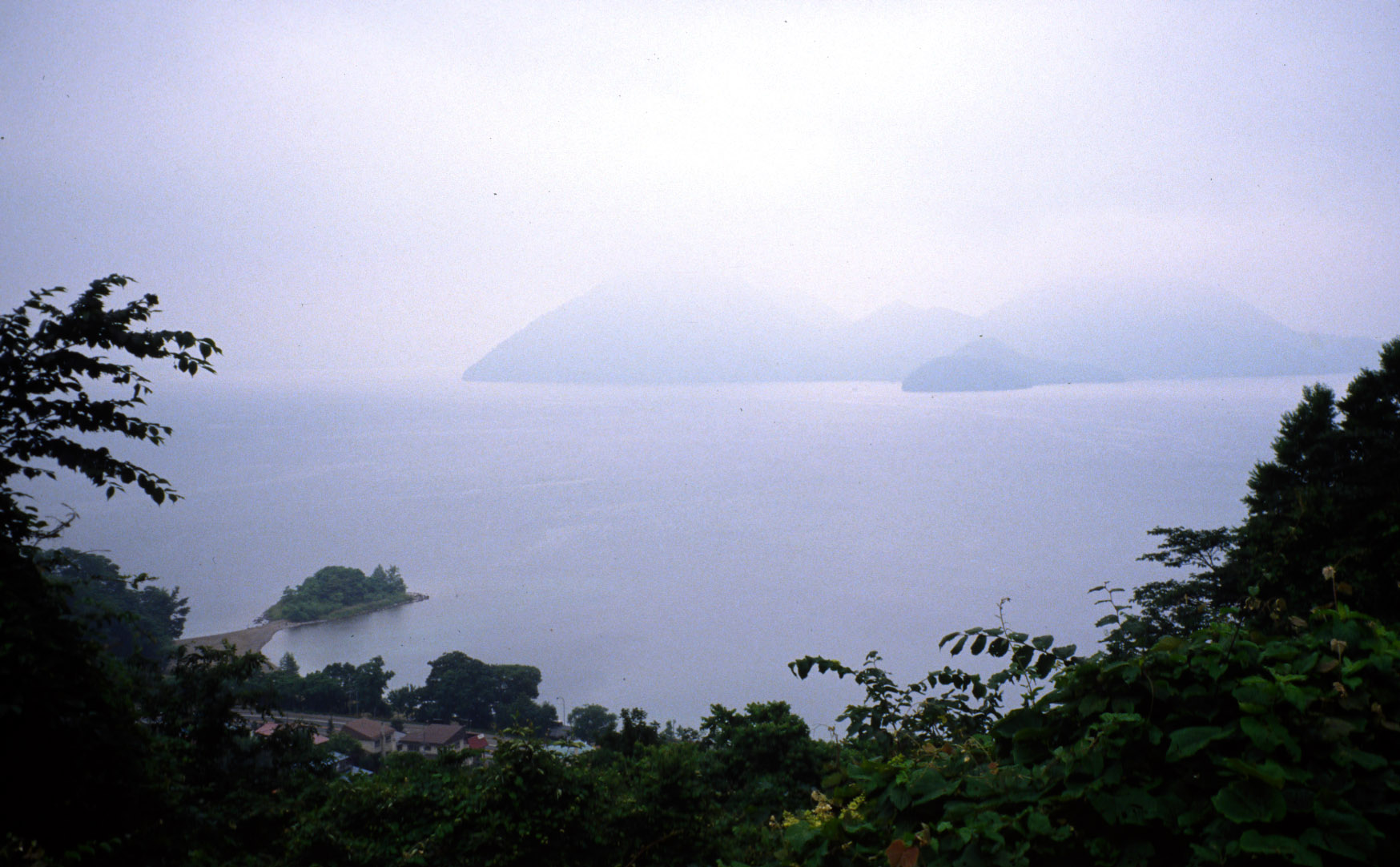
Вид на озеро
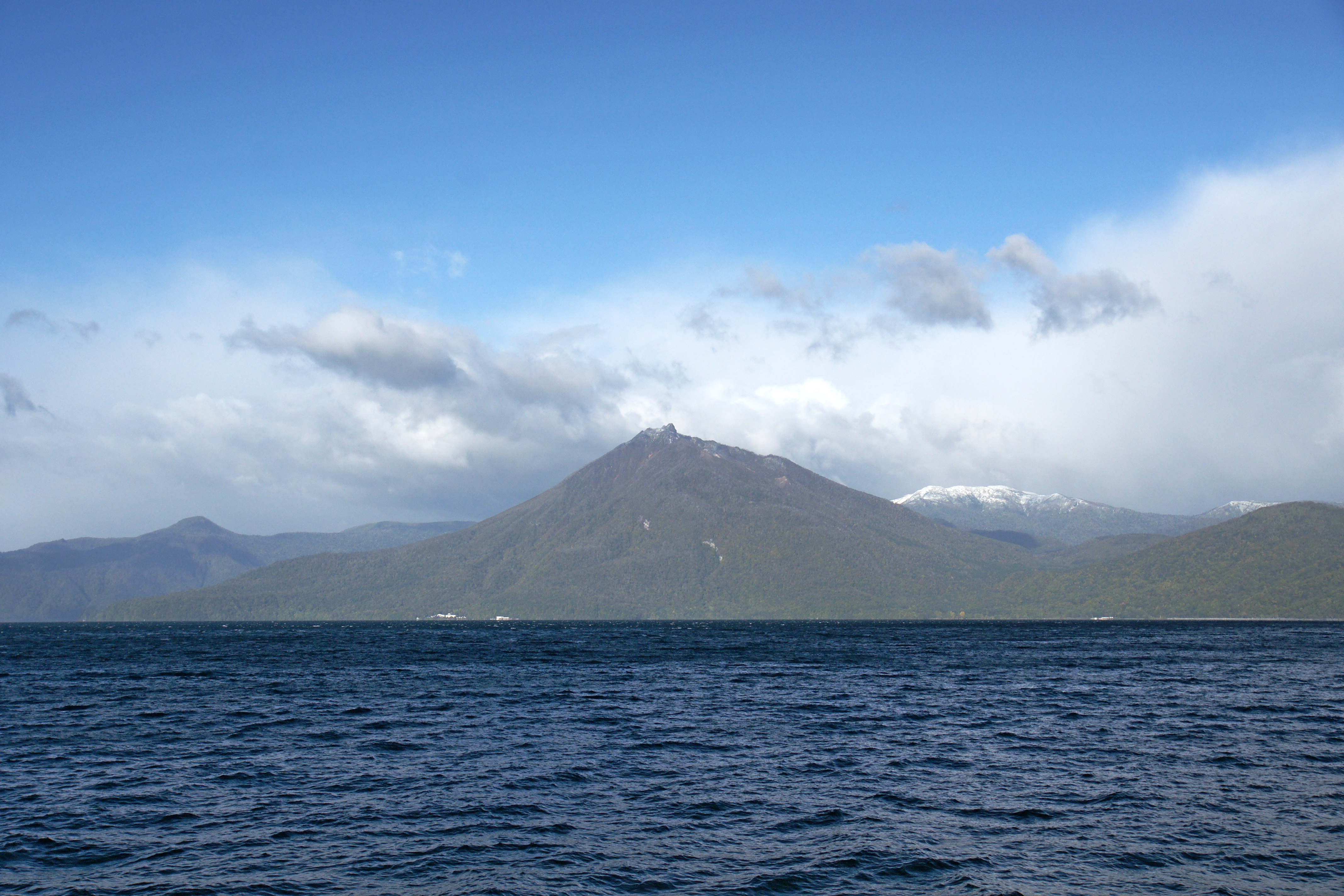
Вид на вулкан Энива
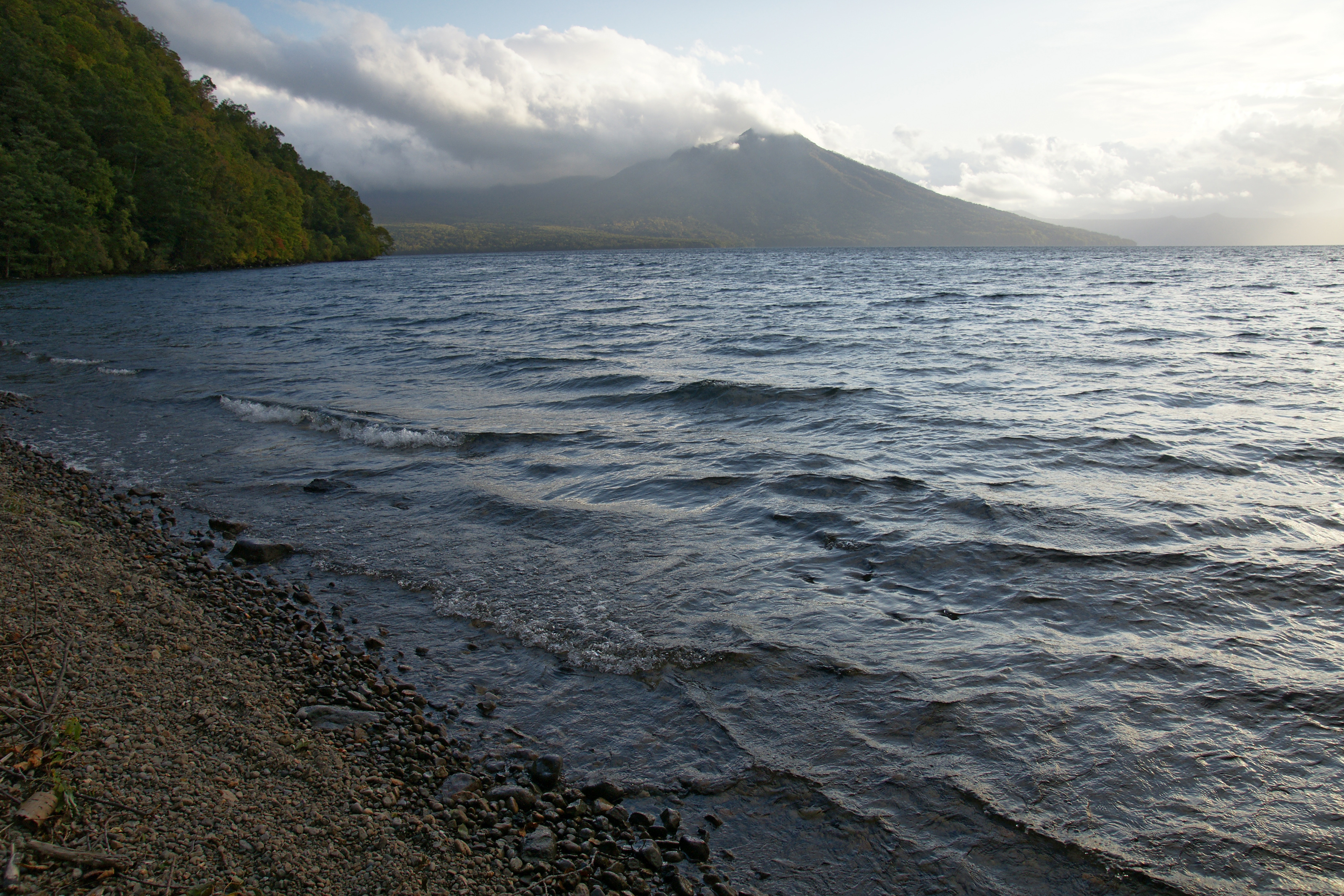
Берег озера Сикоцу
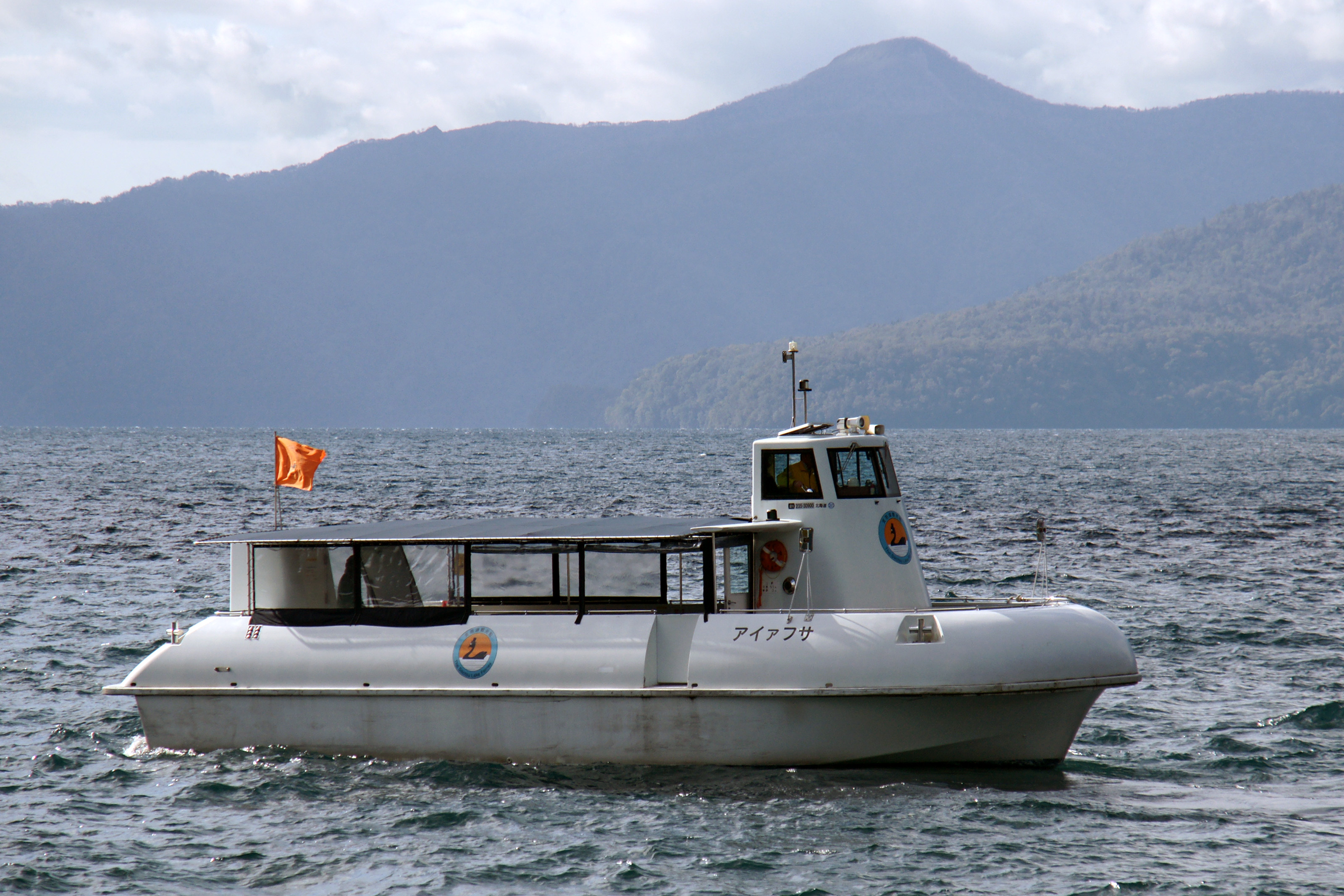
Катер на Сикоцу